# Стаугайтис, Йонас

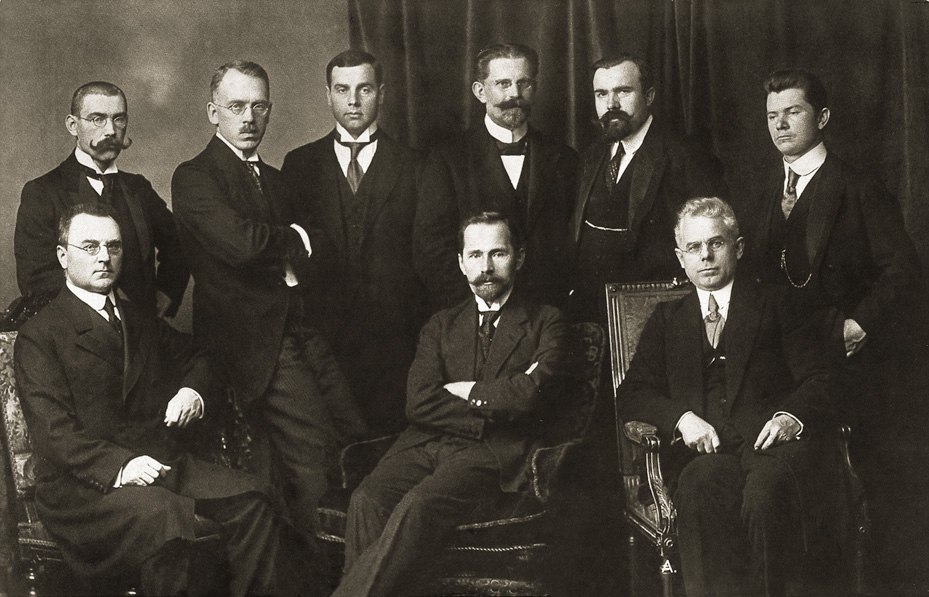
Йонас Стаугайтис в 1918 году (сидит, первый слева)

Йонас Стаугайтис (лит. Jonas Staugaitis, 20 мая 1868, Оментишкяй близ Вилкавишкиса — 18 января 1952, Каунас) — литовский политик.

## Биография
Окончил гимназию в Мариямполе и Варшавский университет (1887—1893), где получил медицинское образование. В дальнейшем работал врачом в Шакяе и занимался общественной деятельностью.
В 1919 после провозглашения независимости Литвы переехал в Каунас, был назначен начальником медицинского отдела Министерства здравоохранения. В 1920—1926 — директор больницы, в 1922—1940 главный редактор журнала ”Medicina”.
В 1920 был избран в Сейм Литвы от Литовского народного крестьянского союза, в 1920—1922 был заместителем председателя партийной фракции, 2 июня 1926 избран председателем Сейма.

## Военный переворот в Литве (1926)
После отставки президента Казиса Гринюса 17 декабря 1926 в ходе переворота, руководимого Антанасом Сметоной, согласно конституции стал исполняющим полномочия президента, на следующий день сам ушёл в отставку, передав полномочия Александрасу Стульгинскису, и вернулся к научной деятельности.
С установлением коммунистического режима не был затронут репрессиями.
В 1945—1949 работал в музее гигиены, был членом медицинского совета Литовской ССР.
В 1949—1951 — врач санитарно-эпидемиологической станции, менеджер дома санитарного просвещения в Каунасе.
Похоронен на Пятрашюнском кладбище в Каунасе.

## Память
На доме А. Мицкевича в Каунасе, в котором Й. Стаугайтис жил в 1927—1952, установлена мемориальная доска.

## Награды и звания
- Заслуженный врач Литовской ССР (1946).